# Ecuație exponențială
O ecuație exponențială este o ecuație în care necunoscuta se află la exponentul unei puteri: de exemplu, este o ecuație de forma 
{\displaystyle a^{x+8}=x+2\;}, dar nu {\displaystyle x^{a}+e^{3}=3\;}.
Nefiind o ecuație polinomială este inclusă la ecuații transcendente, alături de ecuațiile logaritmice și cele trigonometrice.